# Melecta tuberculata
Melecta tuberculata är en biart som beskrevs av Maurits Anne Lieftinck 1980. Melecta tuberculata ingår i släktet sorgbin, och familjen långtungebin. Inga underarter finns listade i Catalogue of Life.